# Championnat d'URSS de hockey sur glace
Le championnat d'Union soviétique de hockey sur glace a été joué entre 1946 et 1992.

## Historique
La Russie soviétique rejoint la Ligue Internationale de hockey sur glace le 1er avril 1952 alors que le hockey est joué dans le pays depuis 1911, ceci sous la forme du bandy. En 1946-47, le premier championnat d'URSS est organisée par la fédération.
Le hockey en Union soviétique se joue sur des patinoires naturelles et le premier championnat est joué en l'espace d'un mois entre le 22 décembre 1946 pour se terminer le 20 janvier 1947. La position officielle des dirigeants du pays est d'organiser une compétition nationale afin de pouvoir jouer contre les autres nations du hockey et donc le premier championnat regroupe 9 équipes dont des équipes de l'Armée rouge : le CDKA Moscou – le club sportif central de l'armée – le VVS MVO Moscou – club de l'armée de l'air – et également deux équipes d'officiers de l'armée – les Dom ofitserov. Des équipes des milices soviétiques sont également engagées, ce sont les équipes nommées Dynamo.
Pour la première édition, trois poules de quatre équipes sont mises en place et chaque équipe joue trois matchs. Après cette première phase, les trois premières équipes sont qualifiées pour une poule finale tandis que les quatre équipes suivantes jouent trois matchs chacune pour avoir un classement. Le HK Dinamo Moscou, comptant dans ses rangs Arkadi Tchernychev, remporte le premier titre de champion d'URSS alors qu'Anatoli Tarassov du VVS remporte le titre de meilleur buteur avec 13 réalisations en 6 matchs de son équipe.
La saison suivante, deux groupes sont mis en place avec dix équipes dans le premier – on parle alors de Pervaïa grouppa – et deux divisions de 7 et 8 équipes pour le second échelon. Le CDKA ayant fait venir dans son effectif Tarassov – ce dernier s'étant fâché avec le président du VVS, Vassili Staline, le fils de Joseph Staline – va remporter son premier titre de champion d'URSS.
En 1950-51, la première Coupe d'URSS est jouée dans le pays et dans la même année, le VVS va prendre le titre au CDKA, triple champion en titre. La tactique du VVS pour remporter le titre est alors simple : à chaque fin de saison, Vassili Staline va prendre les meilleurs éléments des autres équipes pour les faire jouer de force dans son équipe. C'est ainsi le cas de Zdenek Zigmund, Ivan Novikov et Iouri Tarassov après la saison 1947-48 en provenance du Spartak puis de Viktor Chouvalov et de Vsevolod Bobrov en 1949, tous deux joueurs du CDKA.
En 1951-52, le VVS gagne pour la troisième et dernière fois le championnat et met également la main sur la Coupe d'URSS, Bobrov marquant toujours autant de buts pour l'équipe. La saison 1952-53 sera la dernière du club avec un nouveau championnat remporté par l'équipe mais Joseph Staline décédant en mars 1953, Nikita Khrouchtchev amorce une critique de la période stalinienne appelée déstalinisation condamnant particulièrement le caractère dictatorial et répressif du pouvoir stalinien. Le VVS va donc être dissout sans aucune cérémonie.
Au cours des années qui vont suivre, le championnat soviétique ne va connaître que peu de champions et tous seront des champions de la ville de Moscou. Entre la première saison jouée et 1991, les équipes titrées seront les équipes suivantes :
- 32 fois le CSKA,
- 5 fois le Dinamo,
- 4 fois le Spartak,
- 3 fois le VVS,
- 2 fois le Krylia Sovetov.

La Communauté des États indépendants est créée en décembre 1991 et le championnat d'URSS, qui porte alors le nom de Vyschaïa Liga, est alors remplacé par un championnat international pour quatre saisons puis par le championnat de Russie par la suite.

## Palmarès
| - 1947 - Dinamo Moscou - 1948 - CSKA Moscou - 1949 - CSKA Moscou - 1950 - CSKA Moscou - 1951 - VVS MVO Moscou - 1952 - VVS MVO Moscou - 1953 - VVS MVO Moscou - 1954 - Dinamo Moscou - 1955 - CSKA Moscou - 1956 - CSKA Moscou - 1957 - Krylia Sovetov Moscou - 1958 - CSKA Moscou - 1959 - CSKA Moscou - 1960 - CSKA Moscou - 1961 - CSKA Moscou | - 1962 - Spartak Moscou - 1963 - CSKA Moscou - 1964 - CSKA Moscou - 1965 - CSKA Moscou - 1966 - CSKA Moscou - 1967 - Spartak Moscou - 1968 - CSKA Moscou - 1969 - Spartak Moscou - 1970 - CSKA Moscou - 1971 - CSKA Moscou - 1972 - CSKA Moscou - 1973 - CSKA Moscou - 1974 - Krylia Sovetov Moscou - 1975 - CSKA Moscou - 1976 - Spartak Moscou | - 1977 - CSKA Moscou - 1978 - CSKA Moscou - 1979 - CSKA Moscou - 1980 - CSKA Moscou - 1981 - CSKA Moscou - 1982 - CSKA Moscou - 1983 - CSKA Moscou - 1984 - CSKA Moscou - 1985 - CSKA Moscou - 1986 - CSKA Moscou - 1987 - CSKA Moscou - 1988 - CSKA Moscou - 1989 - CSKA Moscou - 1990 - Dinamo Moscou - 1991 - Dinamo Moscou - 1992 - Dinamo Moscou |

## Trophées collectifs

### Trophée Vsevolod Bobrov
Ce trophée est remis à l'équipe ayant inscrit le plus de buts en saison régulière et séries éliminatoires. Il est nommé en l'honneur de Vsevolod Bobrov.
| Saison    | Équipe           | Buts |
| --------- | ---------------- | ---- |
| 1990-1991 | HK Dinamo Moscou | 179  |
| 1989-1990 | Dinamo Riga      | 187  |
| 1988-1989 | CSKA Moscou      | 224  |
| 1987-1988 | CSKA Moscou      | 257  |
| 1986-1987 | CSKA Moscou      | 223  |
| 1985-1986 | CSKA Moscou      | 219  |
| 1984-1985 | CSKA Moscou      | 221  |
| 1983-1984 | CSKA Moscou      | 286  |
| 1982-1983 | CSKA Moscou      | 261  |
| 1981-1982 | CSKA Moscou      | 269  |
| 1980-1981 | CSKA Moscou      | 299  |
| 1979-1980 | CSKA Moscou      | 306  |

## Trophées individuels

### Meilleur pointeur
| Saison    | Joueur                 | Équipe              |
| --------- | ---------------------- | ------------------- |
| 1990-1991 | Ramil Iouldachev       | HK Sokol Kiev       |
| 1989-1990 | Dmitri Kvartalnov      | Khimik Voskressensk |
| 1988-1989 | Sergueï Makarov        | CSKA Moscou         |
| 1987-1988 | Sergueï Makarov        | CSKA Moscou         |
| 1986-1987 | Sergueï Makarov        | CSKA Moscou         |
| 1985-1986 | Sergueï Makarov        | CSKA Moscou         |
| 1984-1985 | Sergueï Makarov        | CSKA Moscou         |
| 1983-1984 | Sergueï Makarov        | CSKA Moscou         |
| 1982-1983 | Helmuts Balderis       | Dinamo Riga         |
| 1981-1982 | Sergueï Makarov        | CSKA Moscou         |
| 1980-1981 | Sergueï Makarov        | CSKA Moscou         |
| 1979-1980 | Sergueï Makarov        | CSKA Moscou         |
| 1978-1979 | Vladimir Petrov        | CSKA Moscou         |
| 1977-1978 | Vladimir Petrov        | CSKA Moscou         |
| 1976-1977 | Helmuts Balderis       | Dinamo Riga         |
| 1975-1976 | Viktor Chalimov        | Spartak Moscou      |
| 1974-1975 | Vladimir Petrov        | CSKA Moscou         |
| 1973-1974 | Viatcheslav Anissine   | Krylia Sovetov      |
| 1972-1973 | Vladimir Petrov        | CSKA Moscou         |
| 1971-1972 | Valeri Kharlamov       | CSKA Moscou         |
| 1970-1971 | Aleksandr Maltsev      | Dinamo Moscou       |
| 1969-1970 | Vladimir Petrov        | CSKA Moscou         |
| 1968-1969 | Aleksandr Iakouchev    | Spartak Moscou      |
| 1967-1968 | Viatcheslav Starchinov | Spartak Moscou      |
| 1966-1967 | Viatcheslav Starchinov | Spartak Moscou      |
| 1988-1989 | Anatoli Firsov         | CSKA Moscou         |

### Défenseur le plus prolifique
Ce trophée est décerné au défenseur inscrivant le plus de points durant la saison.
| Saison    | Joueur               | Équipe         |
| --------- | -------------------- | -------------- |
| 1990-1991 | Valeri Chiriaïev     | HK Sokol Kiev  |
| 1989-1990 | Valeri Chiriaïev     | HK Sokol Kiev  |
| 1988-1989 | Vladimir Tiourikov   | Spartak Moscou |
| 1987-1988 | Viatcheslav Fetissov | CSKA Moscou    |
| 1986-1987 | Viatcheslav Fetissov | CSKA Moscou    |
| 1985-1986 | Viatcheslav Fetissov | CSKA Moscou    |
| 1984-1985 | Alekseï Kassatonov   | CSKA Moscou    |
| 1983-1984 | Viatcheslav Fetissov | CSKA Moscou    |

### Meilleur débutant
| Saison    | Joueur             | Équipe              |
| --------- | ------------------ | ------------------- |
| 1990-1991 | Andreï Trefilov    | Dinamo Moscou       |
| 1989-1990 | Viatcheslav Kozlov | Khimik Voskressensk |
| 1988-1989 | Pavel Boure        | CSKA Moscou         |
| 1987-1988 | Artūrs Irbe        | Dinamo Riga         |
| 1986-1997 | Mikhaïl Chtalenkov | Dinamo Moscou       |

### Meilleure ligne
Le prix des trois marqueurs récompense la ligne offensive la plus productive.
| Saison    | Joueurs | Équipe                     |
| --------- | --- | -------------------------- |
| 1990-1991 | Pavel Boure - Viatcheslav Boutsaïev - Valeri Kamenski                                                       | CSKA Moscou                |
| 1989-1990 | Andreï Khomoutov - Viatcheslav Bykov - Valeri Kamenski                                                      | CSKA Moscou                |
| 1988-1989 | Sergueï Makarov - Igor Larionov - Vladimir Kroutov                                                          | CSKA Moscou                |
| 1987-1988 | Andreï Khomoutov - Viatcheslav Bykov - Valeri Kamenski                                                      | CSKA Moscou                |
| 1986-1987 | Sergueï Makarov - Igor Larionov - Vladimir Kroutov                                                          | CSKA Moscou                |
| 1985-1986 | Sergueï Makarov - Igor Larionov - Vladimir Kroutov                                                          | CSKA Moscou                |
| 1984-1985 | Sergueï Makarov - Igor Larionov - Vladimir Kroutov                                                          | CSKA Moscou                |
| 1983-1984 | Sergueï Makarov - Igor Larionov - Vladimir Kroutov                                                          | CSKA Moscou                |
| 1982-1983 | Sergueï Makarov - Igor Larionov - Vladimir Kroutov                                                          | CSKA Moscou                |
| 1981-1982 | Sergueï Makarov - Igor Larionov - Vladimir Kroutov                                                          | CSKA Moscou                |
| 1980-1981 | Sergueï Makarov - Viktor Jlouktov - Vladimir Kroutov                                                        | CSKA Moscou                |
| 1979-1980 | Boris Mikhaïlov - Valeri Kharlamov - Vladimir Kroutov Viktor Chalimov - Arkadi Roudakov - Boris Aleksandrov | CSKA Moscou Spartak Moscou |
| 1978-1979 | Piotr Prirodine - Vladimir Golikov - Aleksandr Golikov                                                      | Dinamo Moscou              |
| 1977-1978 | Boris Mikhaïlov - Vladimir Petrov - Valeri Kharlamov                                                        | CSKA Moscou                |
| 1976-1977 | Piotr Prirodine - Vladimir Golikov - Aleksandr Golikov                                                      | Dinamo Moscou              |
| 1975-1976 | Viktor Chalimov - Vladimir Chadrine - Aleksandr Iakouchev                                                   | Spartak Moscou             |
| 1974-1975 | Boris Mikhaïlov - Vladimir Petrov - Valeri Kharlamov                                                        | CSKA Moscou                |
| 1973-1974 | Iouri Lebedev - Viatcheslav Anissine - Aleksandr Bodounov                                                   | Krylia Sovetov             |
| 1972-1973 | Aleksandr Martyniouk - Vladimir Chadrine - Aleksandr Iakouchev                                              | Spartak Moscou             |
| 1971-1972 | Vladimir Vikoulov - Anatoli Firsov - Valeri Kharlamov                                                       | CSKA Moscou                |
| 1970-1971 | Boris Mikhaïlov - Vladimir Petrov - Valeri Kharlamov                                                        | CSKA Moscou                |